# Rive Droite

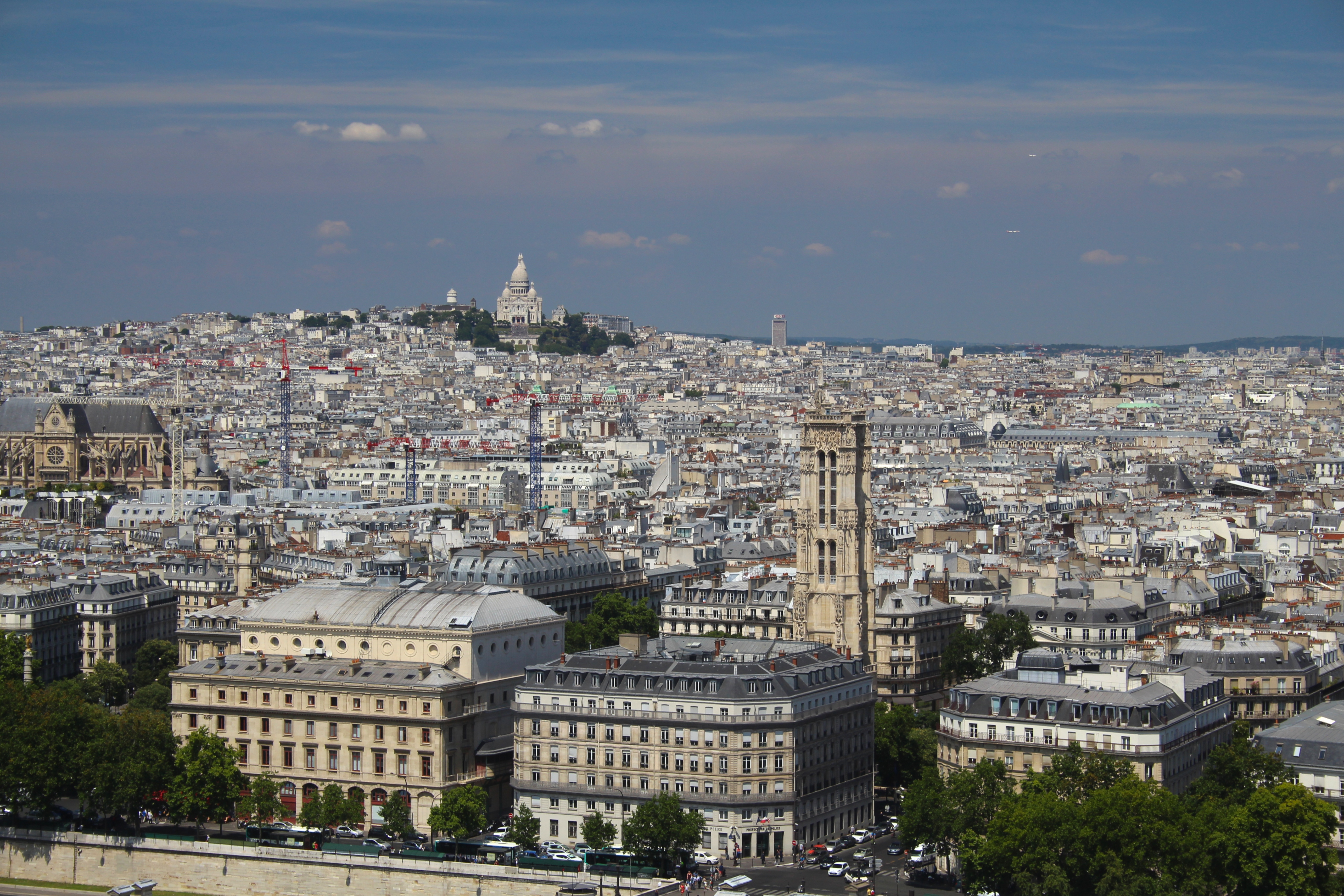
Rive Droite in Paris: Tour Saint-Jacques (vorn) und Montmartre mit der Basilika Sacré-Cœur

Rive Droite (französisch, „rechtes Ufer“) bezeichnet das nördlich der Seine gelegene Gebiet der Stadt Paris. Im engeren Sinn umfasst die Rive Droite nur die Teile der Stadt nördlich des Flusses, die im Bereich des alten Zentrums bis hin zu den nördlichen und nordwestlichen Grands Boulevards und der Gegend um die Champs-Élysées liegen. Der südlich der Seine gelegene Teil heißt Rive Gauche.   
Die Rive Droite wird traditionell als das Geschäfts-, Handels- und Bankenviertel wahrgenommen, auch wenn sich ein Großteil der Geschäftstätigkeit mittlerweile in das Hochhausviertel La Défense außerhalb der Stadtgrenzen und in andere Vororte südlich und nördlich der Seine verlagert hat. Auch das alte Viertel Marais liegt auf der Rive Droite (in unmittelbarer Nähe des Flusses) ebenso wie das frühere Marktviertel, Quartier des Halles, und Sentier, ein Stadtteil, in dem viele Unternehmen der Textilindustrie angesiedelt sind.
Des Weiteren hatte die Pariser Börse (Palais Brongniart) ihren Sitz auf der Rive Droite, und die französische Nachrichtenagentur Agence France Presse sowie zahlreiche Medienunternehmen (in der Nähe der Champs-Elysées) und IT-Unternehmen waren oder sind hier beheimatet, Letztere insbesondere im östlich gelegenen 10. und 11. Arrondissement.
Doch haben sich seit jeher insbesondere an oder nahe den Champs-Elysées auch zahlreiche Kultureinrichtungen angesiedelt. Dazu zählen der Louvre im alten Königspalast und die Pariser Oper, aber auch das etwas nördlicher gelegene Amüsier- und Künstlerviertel Montmartre.

## Geschichte
1313 baute man die ersten Uferbefestigungen, den Quai de Nesle (heute Quai de Conti) und den Quai des Grands Augustins, an deren oberen Ende der Pont Saint-Michel als Steinbrücke gebaut wurde. Bis zur Revolution 1789 hieß dieses Gebiet daher l’Outre-Grand-Pont.
1808 legte Napoleon dort den Grundstein für das Palais Brongniart, das von dem Architekten Alexandre-Théodore Brongniart entworfen war. Von 1828 mit einigen Unterbrechungen durch Kriege beherbergte das Gebäude bis 1998 die Pariser Börse.
Seit der im Oktober 2003 erfolgten Umbenennung des Quai du Louvre in Quai François Mitterrand sind insgesamt sechs Uferabschnitte der Rive Droite nach ehemaligen Staatsoberhäuptern benannt. Von Westen nach Osten:
- Voie Georges Pompidou (16. Arrondissement)
- Avenue du Président Kennedy (16. Arrondissement)
- Cours Albert Ier (8. Arrondissement)
- Cours la Reine (benannt nach Königin Maria von Medici, 8. Arrondissement)
- Quai François Mitterrand (1. Arrondissement)
- Quai Henri IV (4. Arrondissement)

## Bezirke der Rive Droite

Die Rive Droite umfasst die Arrondissements nördlich der Seine

Die „Rive Droite“ umfasst folgende Stadtbezirke:
- 1. Arrondissement (außer dem Teil, der zur Île de la Cité gehört)
- 2. Arrondissement
- 3. Arrondissement
- 4. Arrondissement (außer den Teilen, die zur Île de la Cité und zur Île Saint-Louis gehören)
- 8. Arrondissement
- 9. Arrondissement
- 10. Arrondissement
- 11. Arrondissement
- 12. Arrondissement
- 16. Arrondissement
- 17. Arrondissement
- 18. Arrondissement
- 19. Arrondissement
- 20. Arrondissement